# Смардиоаса (Телеорман)
Смардиоаса (рум. Smârdioasa) насеље је у Румунији у округу Телеорман у општини Смардиоаса. Oпштина се налази на надморској висини од 33 m.

## Прошлост
Место Смардиоза је било део спахилука Брнчени - "Капетан Мише" - Мише Анастасијевића. У склопу истог, првог спахилука који је купио Анастасијевић, била су још два места у истом округу Телеорман. Српски богаташ је тај спахилук купио 1844. године за 45.000 царских дуката.

## Становништво
Према подацима из 2002. године у насељу је живело 2721 становника.

### Попис2002.
| Расподела становништва по националности 2002.‍ | Расподела становништва по националности 2002.‍ | Расподела становништва по националности 2002.‍ | Расподела становништва по националности 2002.‍ | Расподела становништва по националности 2002.‍ |
| --------------------------------------------- | --------------------------------------------- | --------------------------------------------- | --------------------------------------------- | --------------------------------------------- |
|                                               |                                               |                                               |                                               |                                               |
| Румуни                                        | Румуни                                        |                                               | 2.330                                         | 85,8%                                         |
| Роми                                          | Роми                                          |                                               | 387                                           | 14,2%                                         |

### Хронологија
| Година       | 1992 | 1993 | 1994 | 1995 | 1996 | 1997 | 1998 | 1999 | 2000 | 2001 | 2002 | 2003 | 2004 | 2005 | 2006 | 2007 | 2008 | 2009 | 2010 | 2011 | 2012 | 2013 | 2014 | 2015 | 2016 | 2017 |
| ------------ | ---- | ---- | ---- | ---- | ---- | ---- | ---- | ---- | ---- | ---- | ---- | ---- | ---- | ---- | ---- | ---- | ---- | ---- | ---- | ---- | ---- | ---- | ---- | ---- | ---- | ---- |
| Становништво | 2800 | 2782 | 2746 | 2713 | 2711 | 2679 | 2666 | 2676 | 2685 | 2683 | 2695 | 2653 | 2643 | 2597 | 2592 | 2566 | 2547 | 2557 | 2538 | 2515 | 2495 | 2480 | 2454 | 2444 | 2424 | 2414 |